# Elija (Musiker)
Elija (* 1991 oder 1992, eigentlich Elija Kulmer) ist ein österreichischer Musiker aus Wien. Im Jahr 2013 war er für den Amadeus Austrian Music Award in der Kategorie Pop/Rock nominiert.

## Leben
Elija stammt aus Graz und ist seit seiner Jugend als Musiker aktiv. Er gewann 2007 im Alter von 16 Jahren den Musikpreis Mozartino und 2008 den Bandwettbewerb Local Heroes. Seine erste EP Free erschien 2008.
2011 war Elija auf verschiedenen Tracks der Hip-Hop-Formation Trackshittaz als Komponist, Produzent und auch als Featuring vertreten.
2012 veröffentlichte der Musiker Elija das Album Beautiful But Incomplete, das er zunächst über sein eigenes Label vermarktete. 2013 nahm er bei Österreich rockt den Song Contest, dem österreichischen Vorentscheid zum Eurovision Song Contest 2013 mit dem selbst geschriebenen Song Give Me a Sign sowie der Coverversion Euphoria von Loreen teil. Im Vorfeld hatte sich Lena Meyer-Landrut für den Singer-Songwriter ausgesprochen. In der Sendung wurde er allerdings nur vierter.
Im Jahr 2013 war er für den Amadeus Austrian Music Award in der Kategorie Pop/Rock nominiert.
2016 schrieb er den Text für Laszlo Maleczkys Lied Für mich bist du wunderschön.

## Diskografie

### Alben
- 2012: Beautiful But Incomplete, Eigenproduktion

### Singles & EPs
- 2007: Free, Eigenproduktion
- 2013: Give Me a Sign (digitale Single)

### Gastbeiträge
- 2011: Diverse auf Oidaah pumpn muas's von Trackshittaz
- 2016: Für mich bist du wunderschön von Laszlo